# الجانب الآخر من الشاطئ (مسلسل)
الجانب الآخر من الشاطئ هو مسلسل دراما مصري من إخراج محمد حلمي وبطولة كمال الشناوي، ميرنا وليد، هويدا الحسن، شريف رمزي، أحمد خليل، إبراهيم يسري وأحمد زاهر.

## نبذة
تدور الاحداث حول عاصم المغترب العائد الى وطنه بعد غياب ثلاثين عاما من موت زوجته، ويقرر ان يستقر مع أولاد شقيقته صلاح وهاني وهناء ويبحث عنهم ويجدهم ويغرق في مشاكلهم، فهاني هارب من حكم بالسجن بسبب شيكات من دون رصيد، ويقوم بتسوية ديونه ويفرج عنه، ويقيم عنده، ويطلق هاني زوجته التي تخلت عنه في أزمته، ويجد ان هناء متزوجة سرا وتسقط ويعلم الجميع، وتقرر الطلاق من زوجها، اما صلاح فقد اخذ حق خاله عاصم وشقيقته وقام ببيع الفيلا، ويحاول عاصم لم شملهم وحل مشاكلهم ويصاحبه سمير الذي قابله مصادفة فوق المركب ويعلم سمير ان عاصم هو من تزوج حبيبته في الماضي، ويقرر التقرب منه ليعرفه أكثر.